# Luguzău, Arad

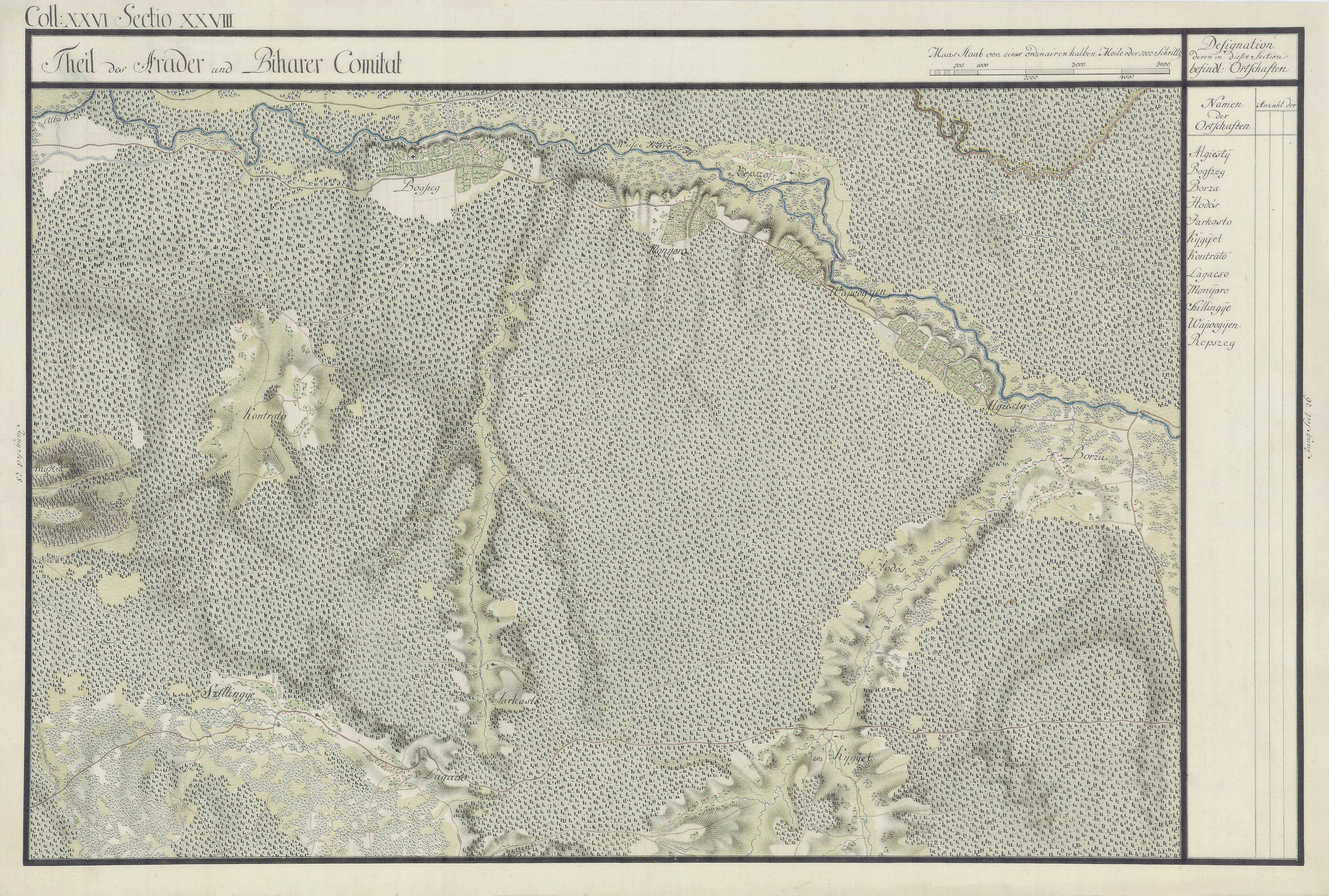
Luguzău în Harta Iozefină a Comitatului Arad, 1782-85

Luguzău este un sat în comuna Șilindia din județul Arad, Crișana, România.

## Istorie
Moise Nicoară (1784-1861) a scris despre primele mișcări românești în comitatul Aradului. Astfel aflăm că la Luguzău, după introducerea reformelor administrative ale împăratului austriac Iosif al II-lea se confecționează o ștampilă administrativă cu inscripția "Comune Luguzo 1787". Tot de aici aflăm că în acei ani s-a produs o revoltă locală și că pentru aplanarea conflictului în comună s-a deplasat episcopul Inăului împreună cu locotenentul Brancovici. Se spune că mai târziu într-o societate elevată episcopul ar fi zis că majestatea sa împăratul ar trebui să dispună numirea de funcționari administrativi de naționalitate română sau germani.